# Dorian Gray (film din 2009)
Dorian Gray este un film britanic din 2009, genul dramă horror, o adaptare după romanul Portretul lui Dorian Gray  scris de Oscar Wilde în 1891. Această versiune este regizată de Oliver Parker, scenarist Toby Finlay (aflat la primul său scenariu de film) și interpretează Ben Barnes în rolul lui Dorian Gray. Premiera a avut loc în Marea Britanie pe 9 septembrie 2009 . În 1970 a mai fost produs un film cu același nume.

## Distribuție
- Ben Barnes este Dorian Gray

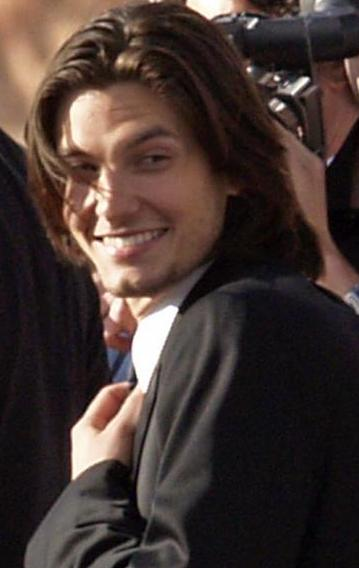
Ben Barnes a interpretat şi pe prinţul Caspian în Cronicile din Narnia

- Colin Firth este Lord Henry Wotton
- Rebecca Hall este Emily Wotton
- Ben Chaplin este Basil Hallward
- Emilia Fox este Victoria, Lady Henry Wotton
- Rachel Hurd-Wood este Sibyl Vane
- Fiona Shaw este Agatha
- Maryam d'Abo este Gladys
- Pip Torrens este Victor
- Douglas Henshall este Alan Campbell
- Caroline Goodall este Lady Radley
- Michael Culkin este Lord Radley
- Johnny Harris este James Vane
- Max Irons

## Povestea
Când naivul și tânărul Dorian Gray ajunge în Londra victoriană, este ademenit de către carismaticul aristocrat Henry Wotton într-o societate vicioasă. Dorian Gray este convins să guste din plăcerile hedonistice ale vieții. Impresionat de aspectul fizic al băiatului pictorul Basil Hallward realizează un portret perfect al acestuia, în care redă toata frumusețea juvenilă a lui Dorian. Sedus de propria imagine din pictură, Dorian mărturisește în fața amicilor săi ca și-ar vinde și sufletul numai să rămână toată viața frumos și tânar exact ca în tablou. Cu trecerea timpului Dorian se implică în numeroase aventuri scandaloase iar portretul începe să îmbătrânească și să se schimbe, arătând tuturor hidoșenia sufletului său, chiar dacă chipul lui rămâne la fel de tânăr și de frumos. Forțat să părăsească orașul din cauza faptelor sale se reîntoarce după 25 de ani de absență arătând la fel de proaspăt ca atunci când a plecat, dar tabloul monstruos încuiat în pod îi trădează adevărata vârstă și conștiință.